# HD 76143
HD 76143 (HR 3537) è una stella a elevato moto proprio (40,5 km/s), situata nella costellazione circumpolare meridionale del Pesce volante, a circa 173 anni luce dalla Terra. Avendo una magnitudine apparente di 5,33, è debolmente visibile ad occhio nudo. La stella si trova a 173 anni luce dalla Terra e si sta allontanando alla velocità di 40,5 km/s.

## Proprietà
HD 76143 è classificata come stella di tipo "F5 IV", cioè una nana bianco-gialla che sta iniziando ad evolversi fuori dalla sequenza principale. La massa è del 40% superiore a quella del Sole, con un raggio 3,21 volte quest'ultimo. La luminosità è 17 volte quella del Sole e ha una temperatura efficace di 6.544 K. HD 76143 ha un'elevata velocità di rotazione, pari a 140 km/s, che le conferisce un rigonfiamento equatoriale del 10% superiore rispetto ai poli. La stella ha una debole compagna di magnitudine 12 separata da 36,7 secondi d'arco.